# Маттео Річчі

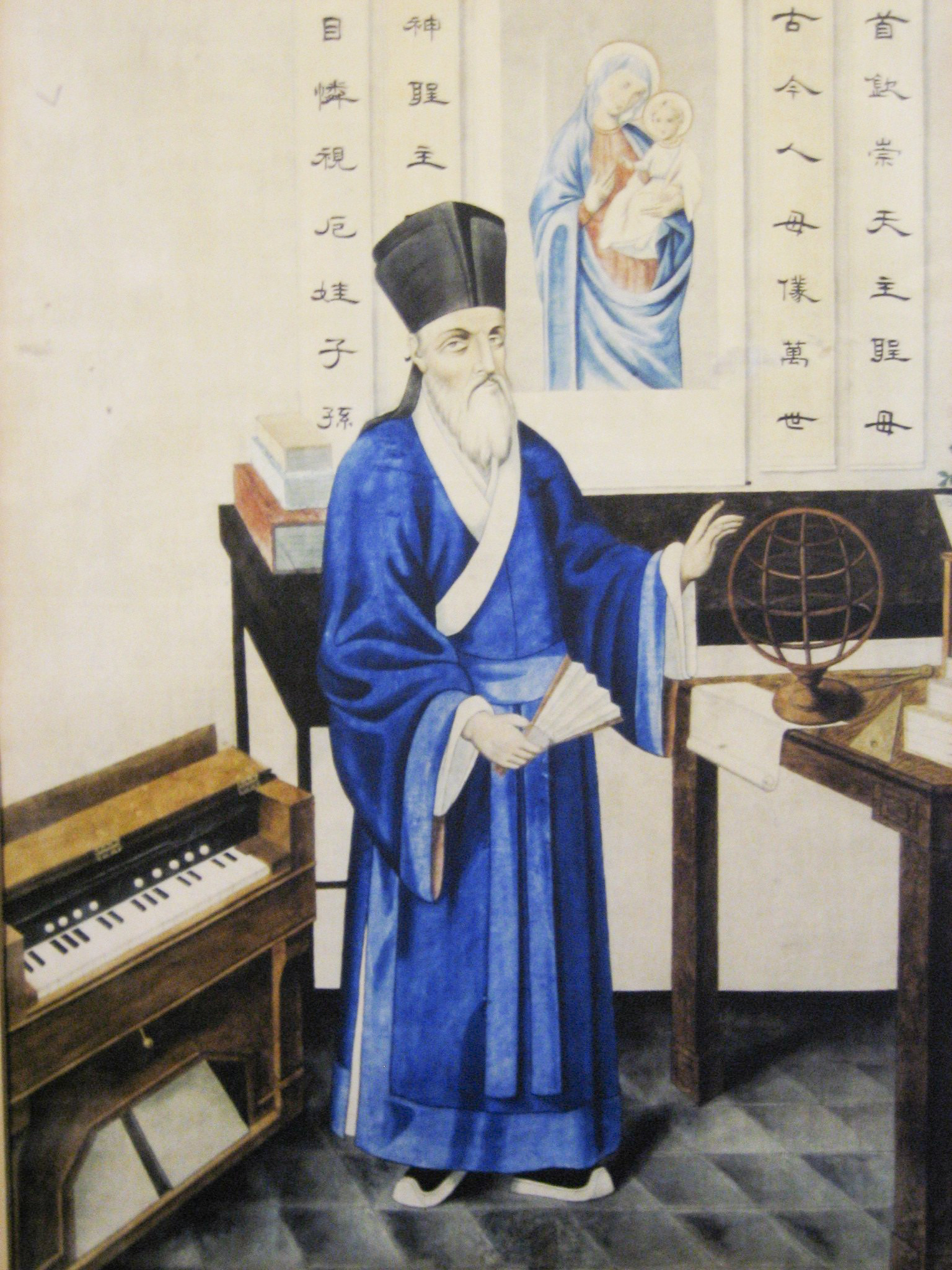
Маттео Річчі у традиційному китайському одязі.

Матте́о Рі́ччі (італ. Matteo Ricci, в кит. традиції — Лі Мадоу, 利瑪竇; 6 жовтня 1552, Мачерата — 11 травня 1610, Пекін) — італійський місіонер-єзуїт, математик, картограф і перекладач, який провів останні 30 років свого життя у Китаї, поклавши початок єзуїтській місії у Пекіні. Всесвітньо-історичне значення його діяльності полягає у встановленні контакту між європейською та китайською цивілізаціями тих часів. Слуга Божий (розпочато процес канонізації).

## Біографія
Маттео Річчі народився в 1552 році в італійському місті Мачерата в сім'ї Джованні Баттісти Річчі, дрібномаєтного дворянина і успішного фармацевта, який свого часу займав посаду губернатора міста.
У 1568 приїхав до Рима, вивчав право, математику, теологію. У 1571 подав прохання на вступ до єзуїтського ордену. У 1578 продовжив навчання у Коїмбрському університеті.
У 1578 з Ліссабона з місією направився до Індії, у вересні прибув до Гоа, де прожив два роки. В 1582 переїхав до Китаю.
У 1582 став викладати в Макао китайську мову. Побував у таких містах як Пекін, Наньчан, Гуанчжоу, Сучжоу, Нанкін. Проповідував католицизм. При дворі Річчі витримав диспут з придворними математиками і за це отримав у імператора дозвіл проповідувати в Китаї християнську віру. Річчі прагнув пристосувати християнське віровчення до менталітету китайців.

Карта світу, накреслена Маттео Річчі.

Завдяки Маттео Річчі, китайці вперше дізналися про європейську картографію (див. Куньюй Ваньго Цюаньту), математику, астрономію. Велике враження на китайців мав механічний годинник Маттео Річчі.. У співробітництві з конфуціанськими вченими він переклав на китайську мову праці Епіктета і Езопа, а також Начала Евкліда, а на латинську мову — конфуціанських класиків.
Вважається, що перу Маттео Річчі належать перші європейсько-китайські та китайсько-європейські словники.
Останні дев'ять років життя Річчі, проведені ним при імператорському дворі в Пекіні. Помер і похований у Пекіні.

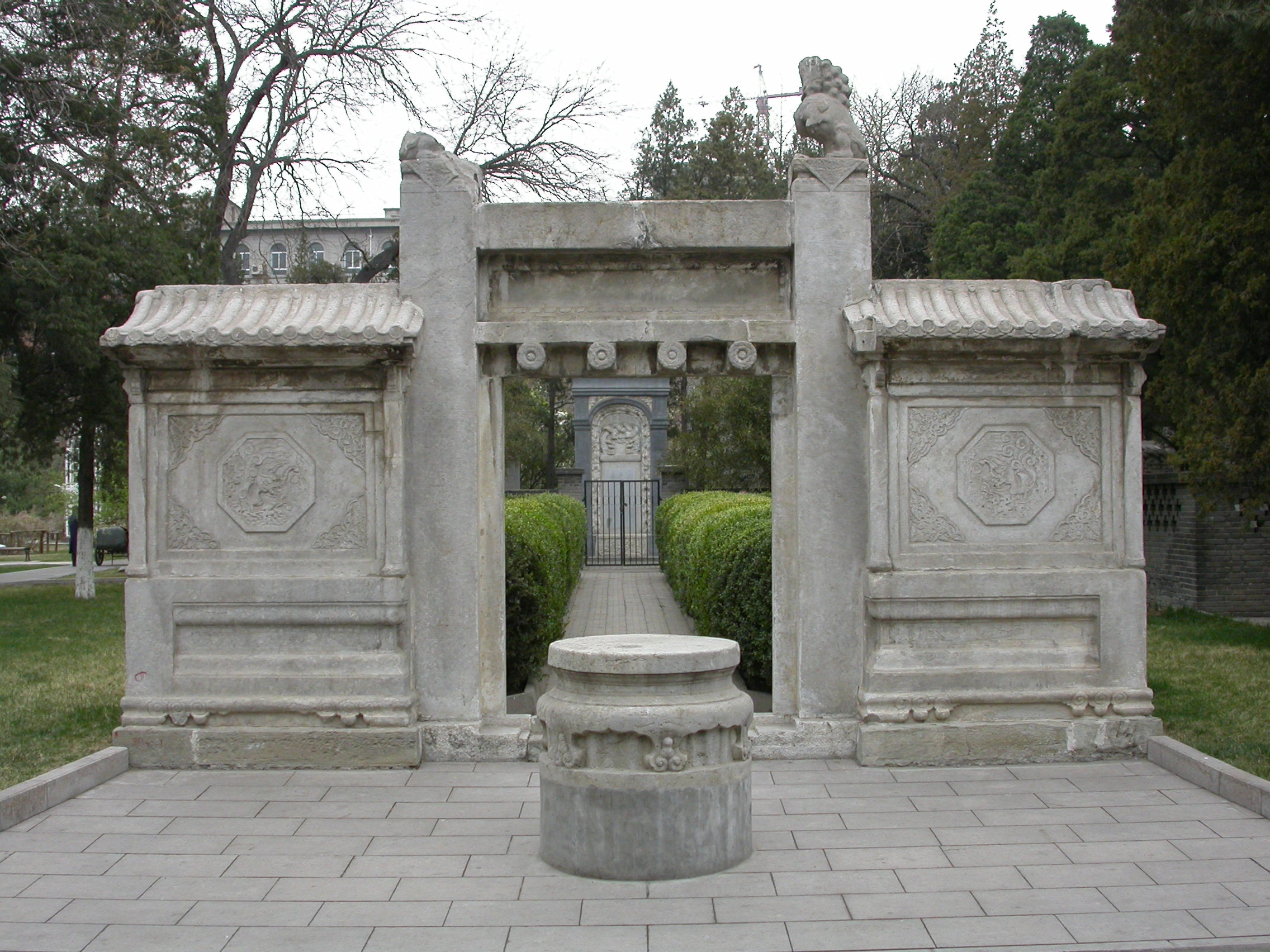
Могила Річчі в Пекіні.

## Визнання
Поряд зі своїм попередником Джованні Монтекорвіно, Маттео Річчі став символом зв'язку між цивілізацією Заходу і Сходу. Його ім'я носить багато місць у Гонконзі, на Тайвані, на Філіппінах, в Індонезії, Інститути Маттео Річчі працюють у Парижі і Сан-Франциско. У Наньчані створена площа в пам'ять про Маттео Річчі.